# Friedrich von Schmidt
Friedrich von Schmidt (Gschwend, 22 oktober 1825 – Wenen, 23 januari 1891) was een Duits-Oostenrijkse architect. Hij groeide uit tot een belangrijke exponent van de neogotiek in Oostenrijk.

## Biografie
Friedrich von Schmidt werd geboren in Frickenhofen, Gschwend en studeerde aan de technische hogeschool van Stuttgart. Hij startte in 1845 met werken aan de Dom van Keulen, een project waaraan hij vijftien jaar verbonden zou blijven. De meeste werktekeningen voor de torens van de Dom werden gemaakt door Schmidt en zijn collega Vincenz Statz. In 1848 behaalde hij de positie van meester-metselaar en in 1856 slaagde hij voor zijn staatsexamen voor architect. Tien jaar later bekeerde hij zich tot het katholicisme en verhuisde Schmidt naar Milaan waar hij architectuur ging doceren. Daarnaast was hij betrokken bij de restauratie van de Basiliek van Sint-Ambrosius.
Vanwege de verwarring die ontstond door de oorlog van 1859 vertrok Schmidt naar Wenen, waar hij hoogleraar werd aan de academie en vanaf 1862 kathedraalarchitect. In 1865 kreeg hij de titel van hoofdarchitect en in 1888 werd hij door de keizer in de adelstand verheven. Als onderdeel van hun studie nam Schmidt zijn studenten mee op onderzoeksreizen naar Neder-Oostenrijk, Bohemen en Spiš. De resultaten van deze bezoeken werden als architectuurtekeningen gepubliceerd in de Wiener Bauhütte.
Schmidt wordt gezien als een belangrijke architect van de neogotiek. In deze stijl bouwde hij de Sint-Lazaruskerk in Wenen. Ook was hij verantwoordelijk voor de bouw van het Akademisches Gymnasium Wien. Daarnaast was hij betrokken bij de restauratie van de Dom van Pécs en verkreeg hij faam voor zijn restauratie van de Stephansdom in Wenen, waarvan hij de torenspits neerhaalde. Ook zijn bouw van het neogotische Stadhuis van Wenen bleek succesvol te zijn. Tevens was Schmidt betrokken bij de restauratie van Kasteel Karlstein in Bohemen.

## Nalatenschap
In de binnenstad van Wenen is een plein naar Schmidt vernoemd, de Friedrich-Schmidt-Platz.